# 西西里的阿加莎
西西里的佳德（義大利語：Sant'Agata，231-251年），天主教舊譯為聖亞加大，是早期基督教歷史中最受尊崇的童貞女殉道者之一，在德西烏斯年代因堅持信仰殉道。其文學傳說包括關於審訊、酷刑、抵抗和勝利的直白描述，構成了一些最早的聖徒傳記，並反映在後來的版本中，现存最早的版本是法国国家图书馆收藏的10世纪晚期受難曲合订本，可能源自勃艮第歐坦；其页边插图中出現過古典晚期或加洛林王朝時期的圖像誌。

## 生平
根據13世紀雅各·德·佛拉金（Jacobus de Voragine）所撰的《黃金傳說》（III.15），阿加莎出身於西西里行省卡塔尼亞一個富裕的貴族家庭，她發誓要保持貞操，並拒絕了當地羅馬總督昆提安努斯（Quintianus）的示愛。阿加莎一直拒絕他鈸而不捨的求婚。當時正值德西烏斯大迫害時期，昆提亞努斯知道她是基督徒，便向當局舉報了她。
面對酷刑和可能的死亡，昆提亞努斯本以為阿加莎會屈服於他的要求，但阿加莎只是透過祈禱重申了她對上帝的信仰：「耶穌基督，萬物之主，你看透了我的心，你知道我的願望。佔有我的一切吧。我是你的羊，讓我有資格戰勝魔鬼。」為了迫使她改變主意，昆提安努斯把阿加莎送到了一家妓院的老闆阿芙羅迪西亞（Aphrodisia）囚禁；然而，懲罰失敗了，阿加莎的信仰依然堅定。
昆提阿努斯再次派人去找阿加莎，與她爭論並威脅她，最後把她關進監獄並施以酷刑。她被綁在架子上，用鐵鉤撕扯、用火把焚燒、用鞭子抽打。她的乳房被用鉗子撕扯下來。

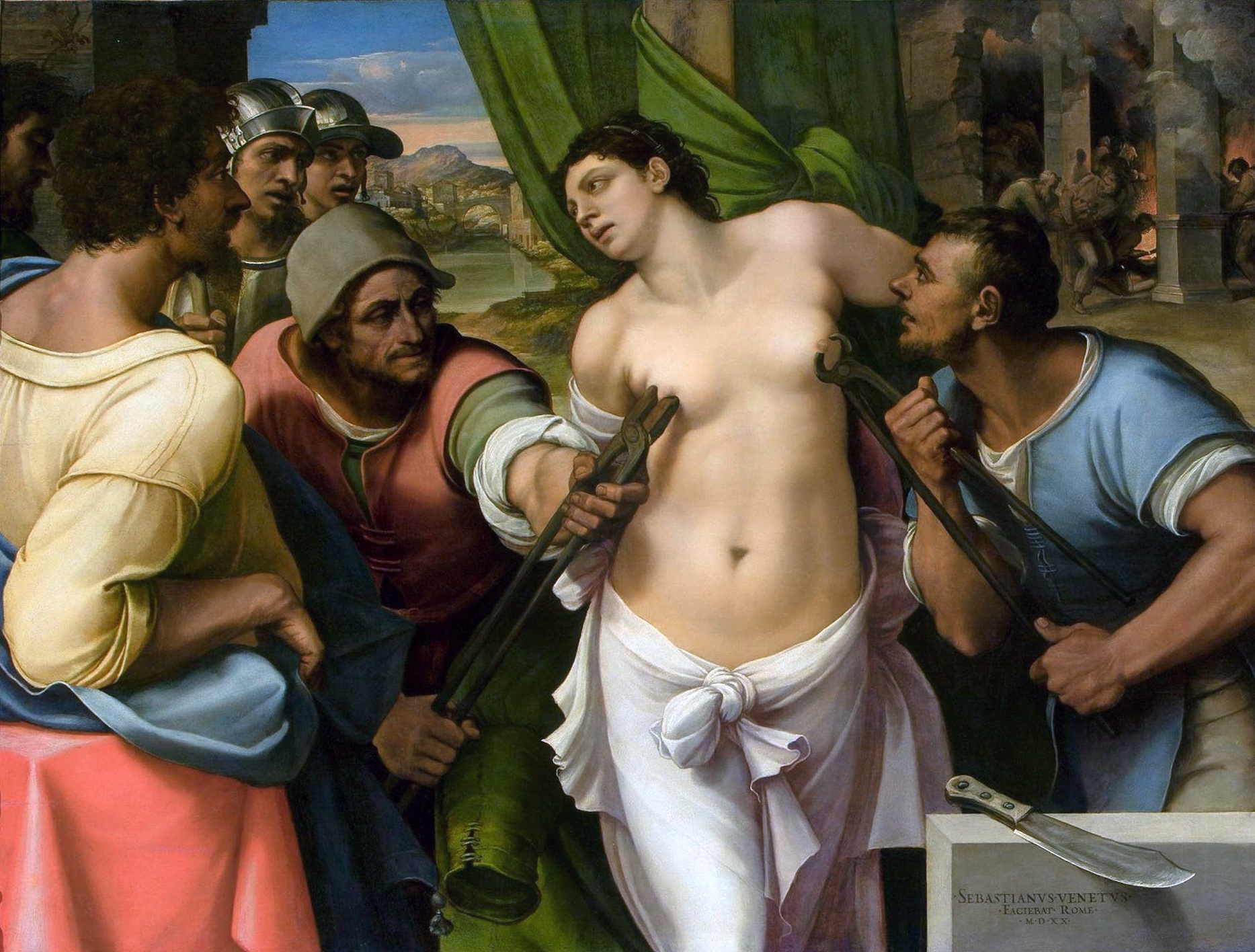
聖亞加大殉道圖，塞巴斯蒂亚诺·德尔·皮翁博，1520年。

阿加莎在與昆提安努斯進行了一系列戲劇性的對抗後，被判處火刑，但一場地震阻止了她被燒死，她被關進監獄，使徒聖彼得在那裡向她顯現並治癒了她的傷口。
根據《黃金傳說》記載，阿加莎應於251年死於獄中。雖然阿加莎的殉難得到了證實，而且她作為聖人的崇敬之情甚至在古代就已經超越了她的故鄉，但關於她死亡的細節卻沒有可靠的信息。
奧斯本-博肯納姆（Osbern Bokenam）在14世紀40年代撰寫的《聖女傳說》中提供了一些進一步的細節。阿加莎被埋葬在卡塔尼亚的圣阿加塔教堂（Badia di Sant'Agata）。

## 紀念
她被列入假託耶柔米之名所作的六世纪晚期《殉教者名录》（Martyrologium Hieronymianum）和迦太基教堂的日历《Synaxarion》（约530年）中。阿加莎还出现在貝南蒂烏斯·福圖內特斯（Venantius Fortunatus）的一部作品中。
罗马有两座早期的教堂供奉着她，一座是特拉斯提维里的圣阿加塔教堂，另一座是位于马扎里诺大街的圣阿加塔-德-戈蒂教堂，这座教堂有约 460 年的尖顶马赛克和壁画的痕迹，1630 年由吉斯蒙多-切里尼（Gismondo Cerrini）重新绘制。 公元 6 世纪，该教堂被阿里乌派改建，因此被称为 "哥特人的圣阿加莎"，后来格雷戈里大帝对其进行了重新祭祀，并确认了她的传统圣人身份。
阿加莎的形象还出现在拉文纳 Sant'Apollinare Nuovo 的马赛克中，她衣着华丽，出现在北墙的女殉教者队伍中。 她的形象在 8 世纪末的《盖洛内圣事录》（Sacramentary of Gellone）中构成了首字母 "I"。

## 藝術形象
亚加大在眾多畫作中經常帶着她被切除的乳房，並放在盤子裡。由伯纳迪诺·卢伊尼在羅馬博爾蓋塞美術館所繪畫出的聖佳德中，聖佳德在注視著着她手上托盤的乳房。

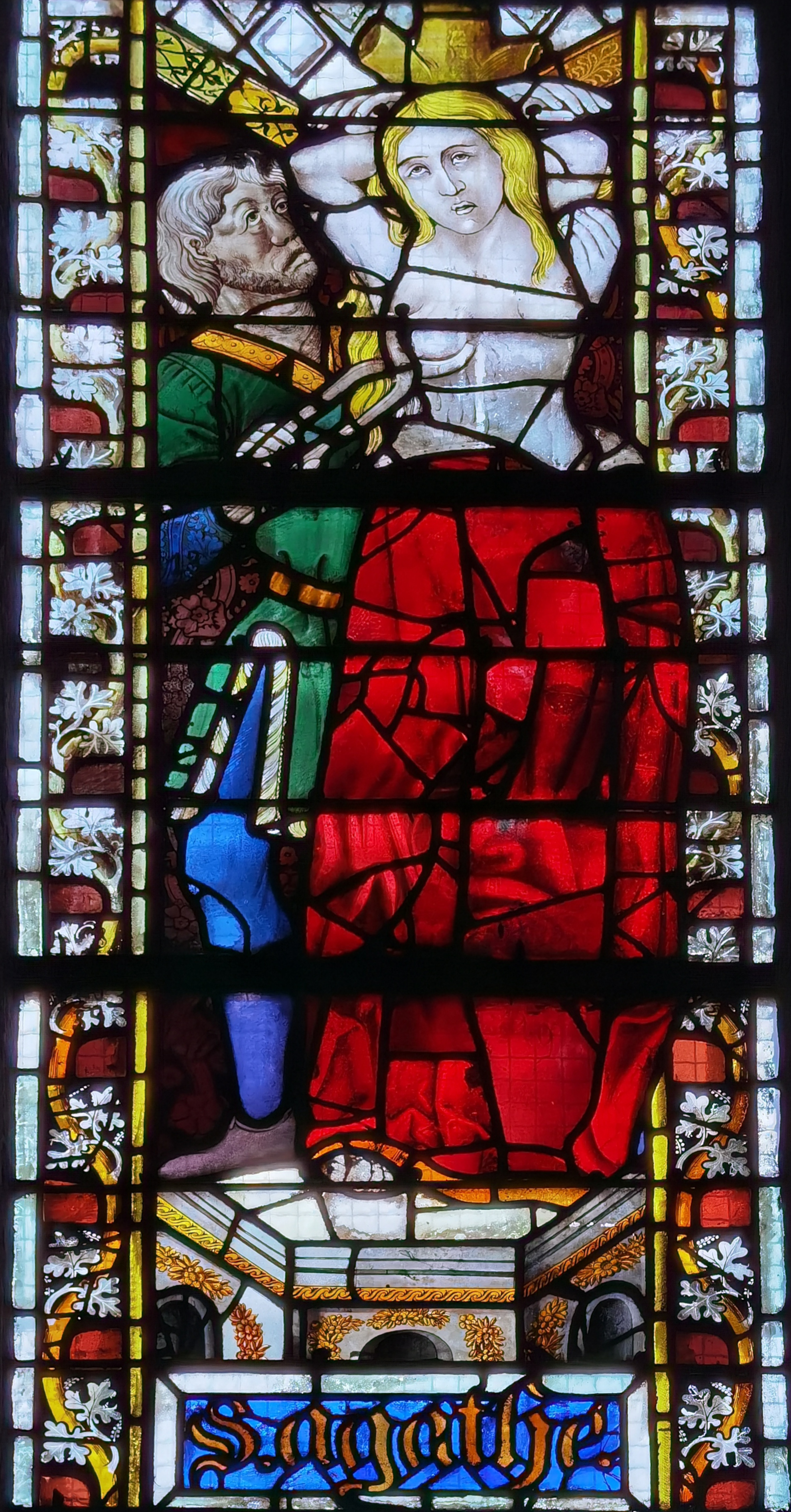
盧昂主教座堂大教堂的聖阿加莎彩繪玻璃畫像
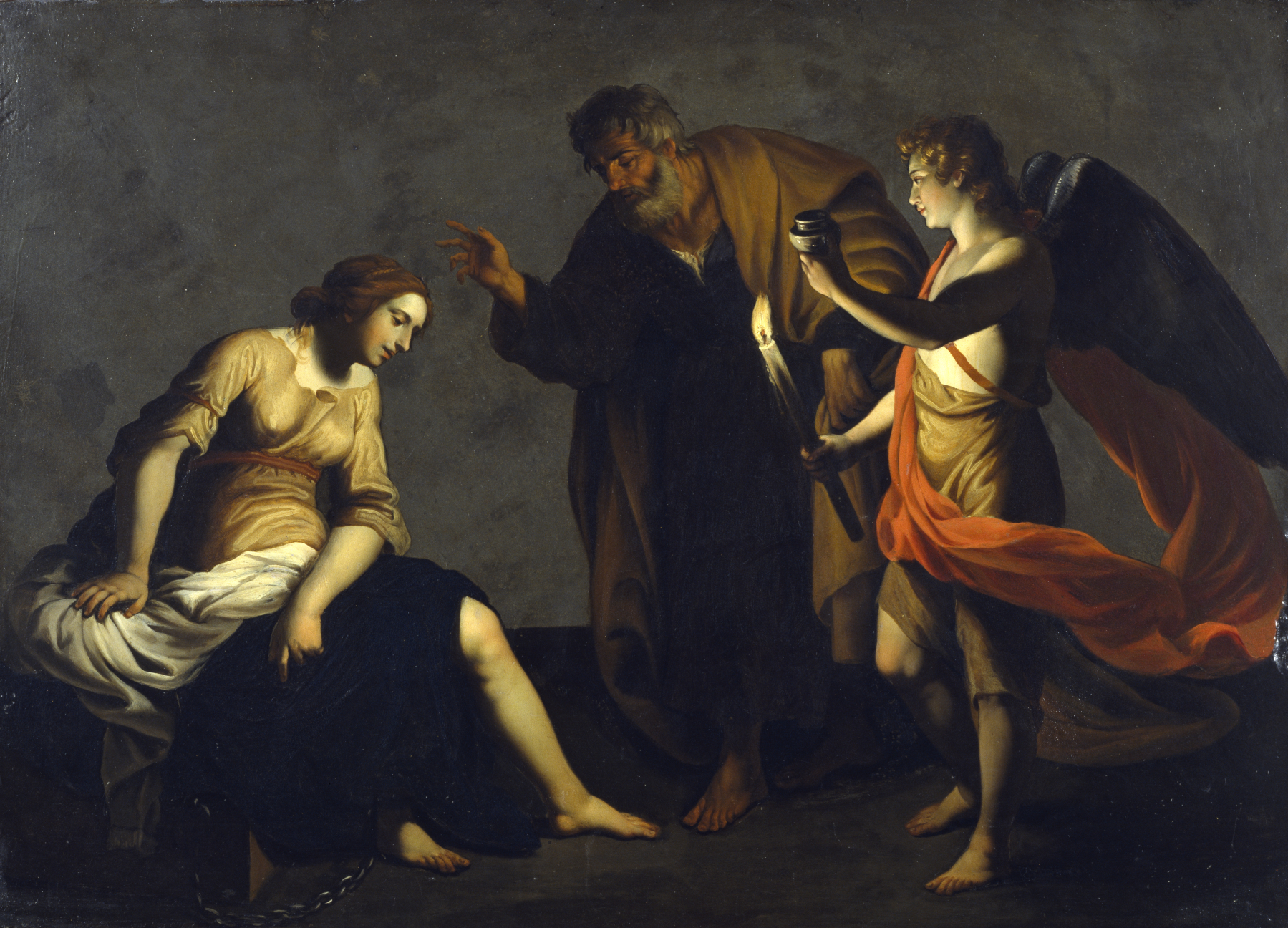
《亚加大在監獄中被聖伯多禄和天使照顧》
沃爾特斯藝術博物館（英语：Walters Art Museum）
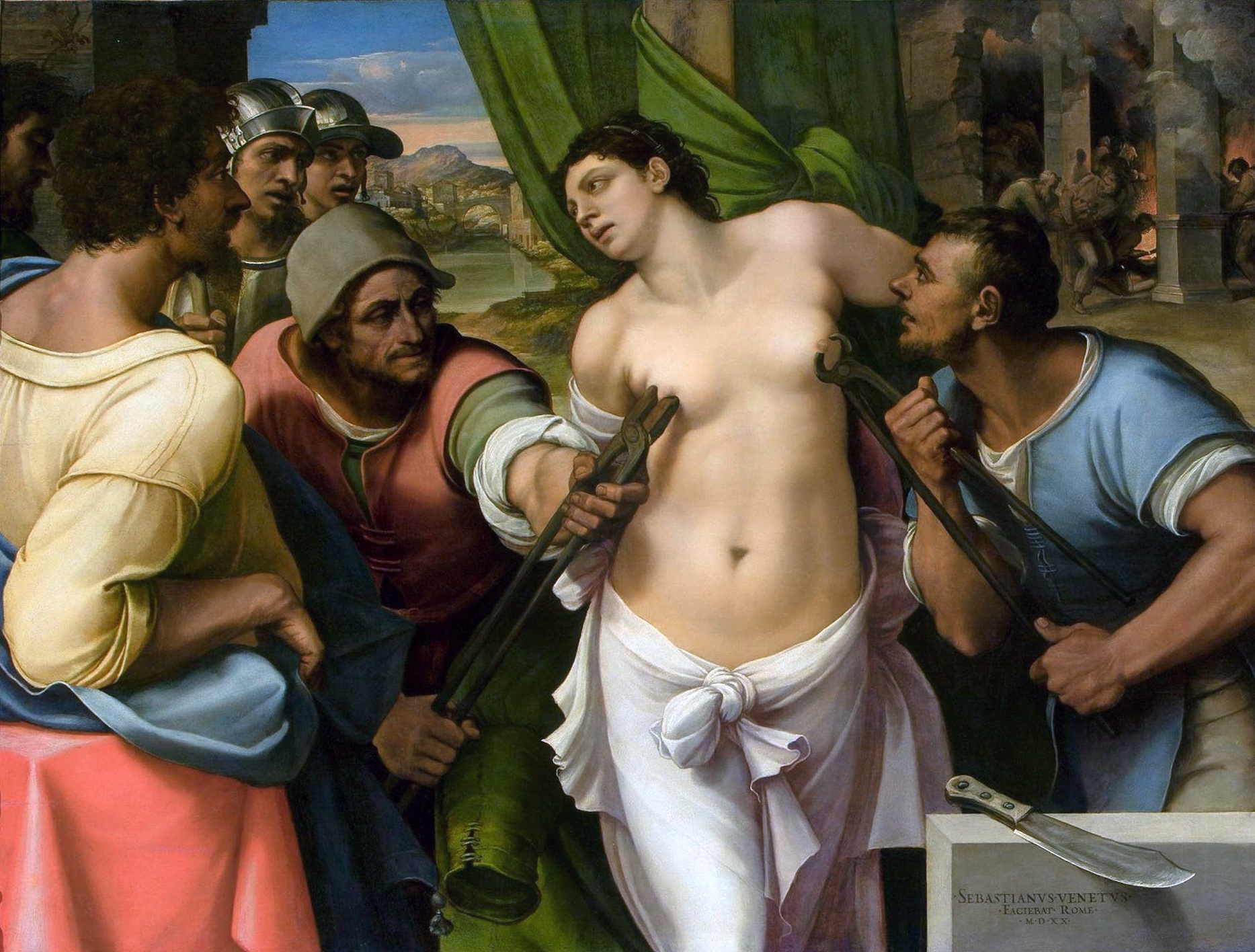
《佳德的殉難》（1519），塞巴斯德爾作品。
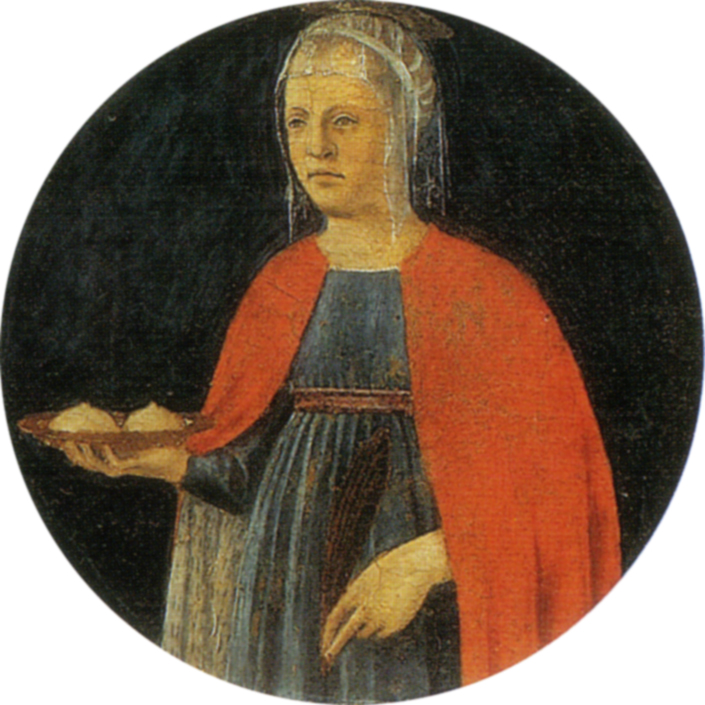
聖佳德拿著她的乳房 皮耶罗·德拉·弗朗切斯卡作品 (ca. 1460–70)